# Agentka Carter (serial telewizyjny)
Agentka Carter (ang. Marvel’s Agent Carter) – amerykański serial fantastycznonaukowy na podstawie postaci Peggy Carter z komiksów wydawnictwa Marvel Comics. Do powstania serialu przyczynił się film krótkometrażowy Marvel One-Shot: Agentka Carter, który posłużył jako inspiracja. Serial ten jest częścią franczyzy Filmowego Uniwersum Marvela. 
Produkowany jest przez ABC Studios i Marvel Television. Serial stworzyli: Christopher Markus i Stephen McFeely, a rolę showrunnerów pełnili: Tara Butters, Michele Fazekas i Chris Dingess. W głównych rolach występują: Hayley Atwell, James D’Arcy, Chad Michael Murray, Enver Gjokaj, Shea Whigham, Reggie Austin i Wynn Everett.
Serial emitowany jest na antenie ABC od 6 stycznia 2015 roku. W Polsce serial emitowany jest na kanale Fox Polska od 19 maja 2015 roku.
Serial został zamówiony przez stację ABC 8 maja 2014 roku z emisją w przerwie między sezonowej serialu Agenci T.A.R.C.Z.Y.. 7 maja 2015 roku, stacja ABC ogłosiła zamówienie 2 sezonu serialu. 12 maja 2016 roku poinformowano, że stacja anulowała kontynuację serialu. 

## Zarys fabuły
Akcja pierwszego sezonu rozpoczyna się w 1946 roku przed wydarzeniami w One-Shot: Agentka Carter. W tytułowej roli zobaczymy znaną z Kapitan Ameryka: Pierwsze starcie, Peggy Carter. Zaraz po wojnie Peggy odkrywa, że jest już niepotrzebna, a jej przełożeni, mężczyźni, marginalizują jej pozycję w SSR (Strategic Scientific Reserve). Peggy będzie próbować pogodzić oficjalną pracę biurową z tajnymi misjami zleconymi przez Howarda Starka. Będzie też musiała znaleźć sobie miejsce w amerykańskim, wciąż bardzo konserwatywnym społeczeństwie, jako kobieta samotna, która podczas wojny straciła miłość swojego życia, Steve’a Rogersa. 
W drugim sezonie, w 1947 roku, Peggy przeprowadza się z Nowego Jorku do Los Angeles, gdzie podejmuje się nowej misji, zyskuje nowych przyjaciół oraz nową miłość.

## Obsada
| Postać            | Aktor / aktorka     | Pierwszy odcinek            | Sezon 1      | Sezon 2      |
| Główne role       | Główne role         | Główne role                 | Główne role  | Główne role  |
| ----------------- | ------------------- | --------------------------- | ------------ | ------------ |
| Peggy Carter      | Hayley Atwell       | 101 „To jeszcze nie koniec” | główna       | główna       |
| Edwin Jarvis      | James D’Arcy        | 101 „To jeszcze nie koniec” | główna       | główna       |
| Jack Thompson     | Chad Michael Murray | 101 „To jeszcze nie koniec” | główna       | główna       |
| Daniel Sousa      | Enver Gjokaj        | 101 „To jeszcze nie koniec” | główna       | główna       |
| Roger Dooley      | Shea Whigham        | 101 „To jeszcze nie koniec” | główna       |              |
| Whitney Frost     | Wynn Everett        | 201 „Dama w jeziorze”       |              | główna       |
| Jason Wilkes      | Reggie Austin       | 201 „Dama w jeziorze”       |              | główna       |
| Role drugoplanowe |                     |                             |              |              |
| Howard Stark      | Dominic Cooper      | 101 „To jeszcze nie koniec” | drugoplanowa | gościnna     |
| Ray Krzeminski    | Kyle Bornheimer     | 101 „To jeszcze nie koniec” | drugoplanowa |              |
| Angie Martinelli  | Lyndsy Fonseca      | 101 „To jeszcze nie koniec” | drugoplanowa | gościnna     |
| Rose Roberts      | Lesley Boone        | 101 „To jeszcze nie koniec” | drugoplanowa | drugoplanowa |
| Miriam Fry        | Meagan Fay          | 102 „Most i tunel”          | drugoplanowa |              |
| Dottie Underwood  | Bridget Regan       | 103 „Czas i przypływ”       | drugoplanowa | drugoplanowa |
| Yauch             | Alexander Carroll   | 103 „Czas i przypływ”       | drugoplanowa |              |
| Johann Fennhoff   | Ralph Brown         | 105 „Żelazny sufit”         | drugoplanowa |              |
| Ana Jarvis        | Lotte Verbeek       | 201 „Dama w jeziorze”       |              | drugoplanowa |
| Calvin Chadwick   | Currie Graham       | 201 „Dama w jeziorze”       |              | drugoplanowa |
| Vernon Masters    | Kurtwood Smith      | 201 „Dama w jeziorze”       |              | drugoplanowa |
| Aloysius Samberly | Matt Braunger       | 201 „Dama w jeziorze”       |              | drugoplanowa |
| Vega              | Rey Valentin        | 203 „Lepsze anioły”         |              | drugoplanowa |
| Joseph Manfredi   | Ken Marino          | 205 „Atomowa robota”        |              | drugoplanowa |

Główna obsada serialu
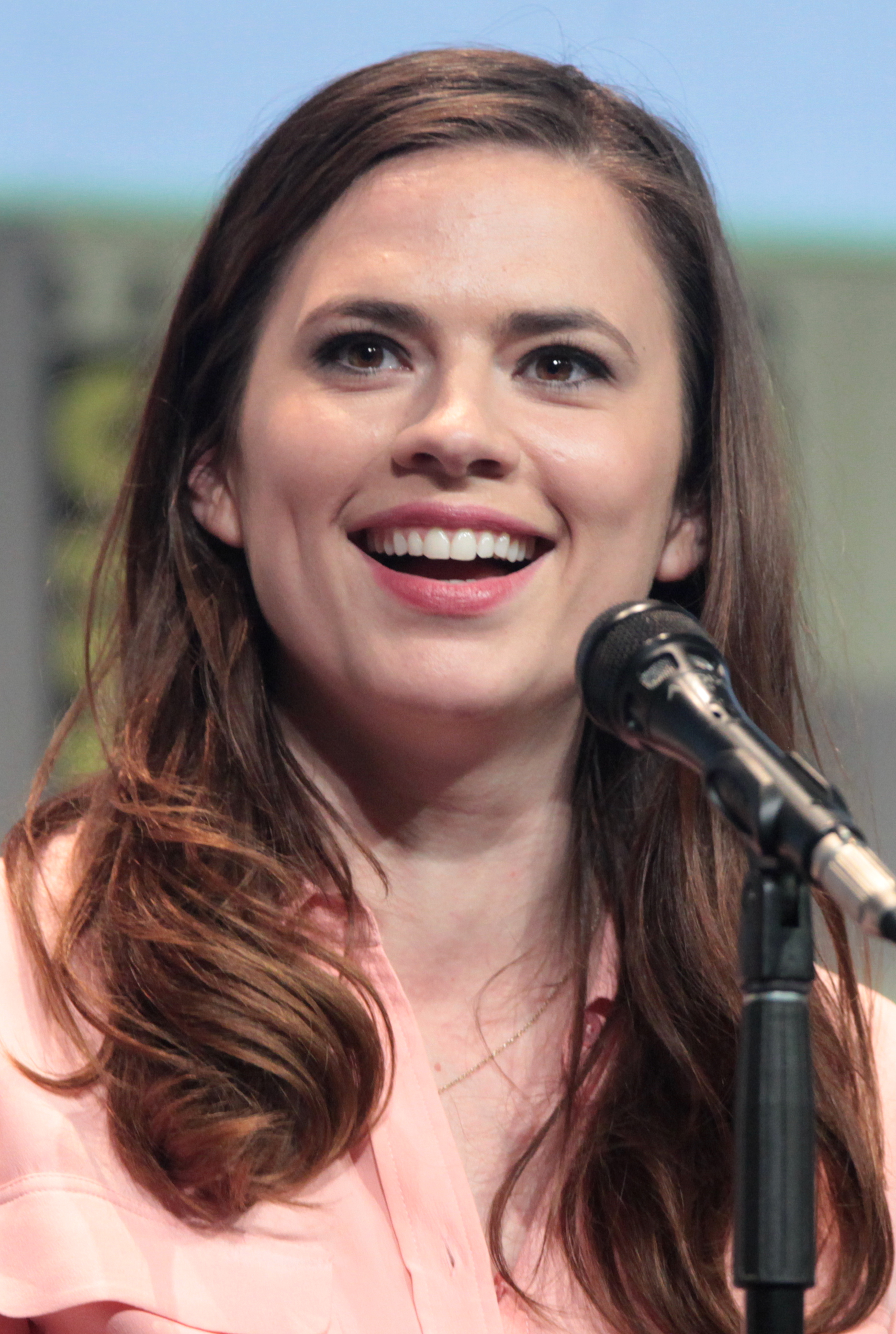
Hayley Atwell (Peggy Carter)
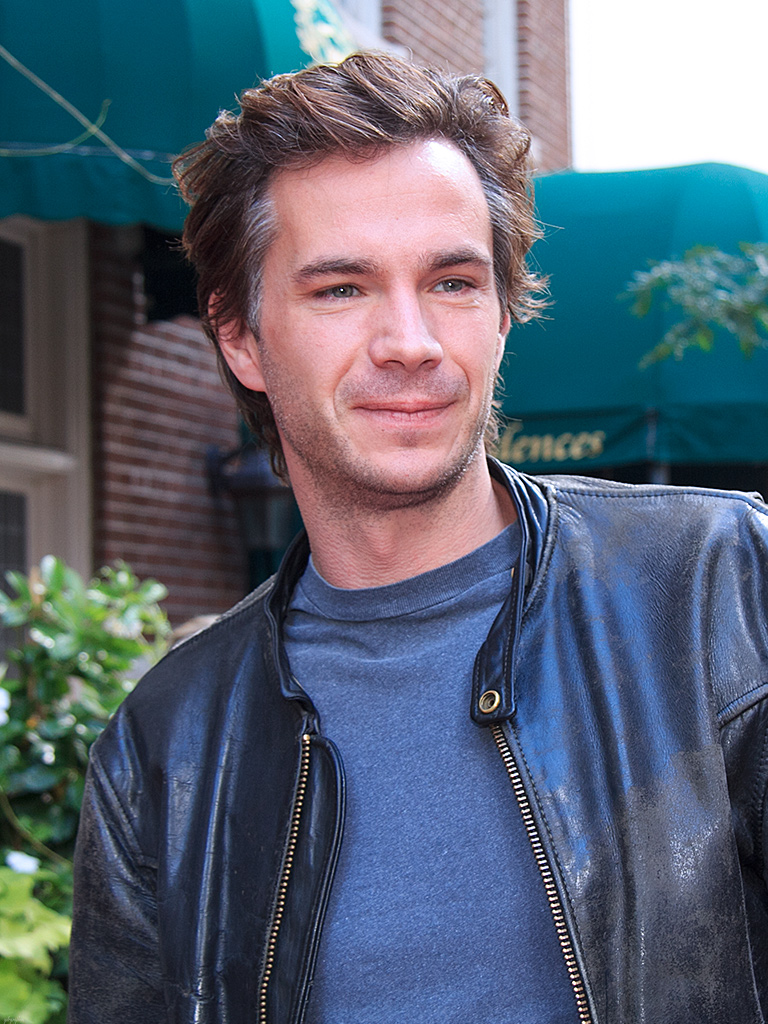
James D’Arcy (Edwin Jarvis)
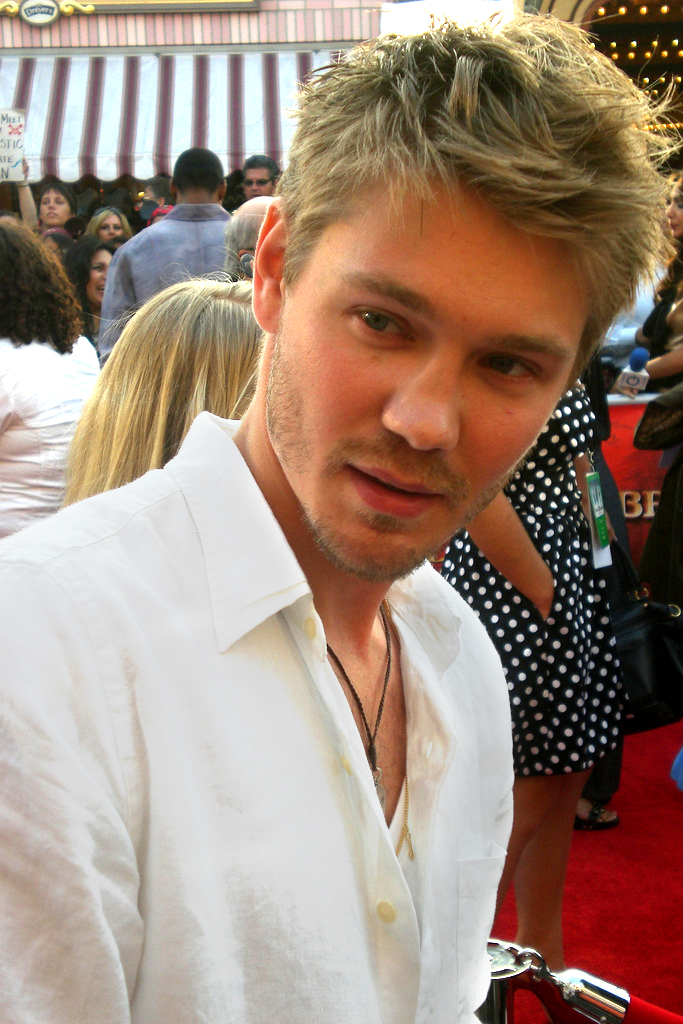
Chad Michael Murray (Jack Thompson)
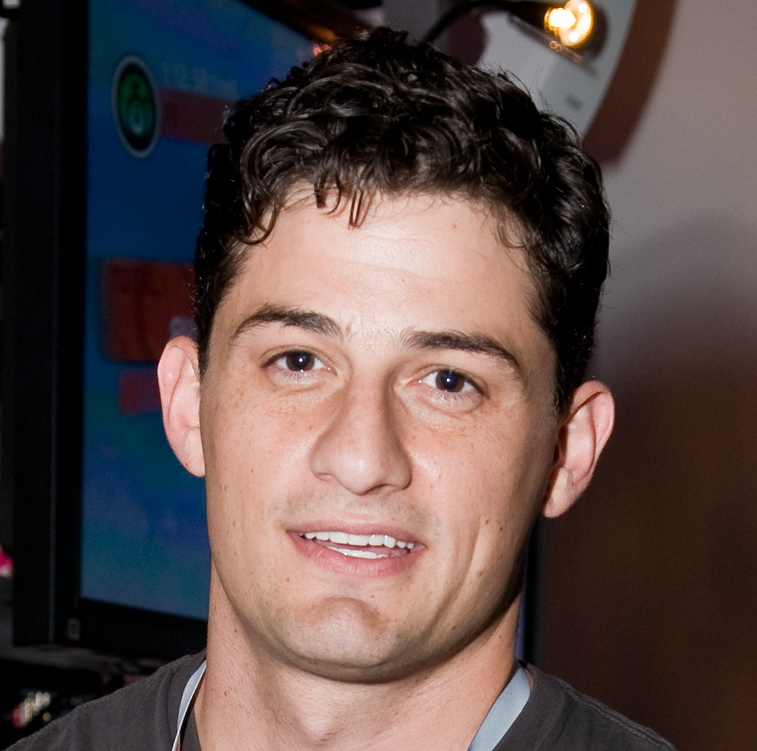
Enver Gjokaj (Daniel Sousa)

## Emisja
Serial emitowany jest na antenie ABC w przerwie między sezonowej serialu Agenci T.A.R.C.Z.Y. od 6 stycznia 2015 roku. W Polsce serial emitowany jest na kanale Fox Polska od 19 maja 2015 roku. Emisja drugiego sezonu rozpoczęła się na antenie ABC 19 stycznia 2016 roku. Początkowo jego emisja miała się rozpocząć 5 stycznia 2016 roku.

### Odcinki
| Sezon | Sezon | Odcinki | Oryginalna emisja | Oryginalna emisja | Oryginalna emisja | Oryginalna emisja | Oryginalna emisja |
| Sezon | Sezon | Odcinki | Premiera sezonu   | Finał sezonu      | Premiera sezonu   | Finał sezonu      |                   |
| ----- | ----- | ------- | ----------------- | ----------------- | ----------------- | ----------------- | ----------------- |
|       | 1     | 8       | 6 stycznia 2015   | 24 lutego 2015    | 19 maja 2015      | 7 lipca 2015      |                   |
|       | 2     | 10      | 19 stycznia 2016  | 1 marca 2016      | 11 marca 2016     | 8 kwietnia 2016   |                   |

## Produkcja

### Rozwój projektu
Pomysł na produkcję zrodził się po premierze filmu krótkometrażowego Agentka Carter na San Diego Comic-Con International w 2013 roku. We wrześniu 2013 roku rozpoczęto pracę nad serialem. W styczniu 2014 roku podano do wiadomości, że Tara Butters i Michele Fazekas będą twórcami serii, później dołączył do nich Chris Dingess. 
8 maja 2014 roku stacja ABC potwierdziła pierwszy sezon serialu, którego premiera zaplanowana została na sezon 2014/2015, w przerwie międzysezonowej drugiego sezonu serialu Agenci T.A.R.C.Z.Y.. W tym samym miesiącu, ujawniono, że serial będzie się składał z ośmiu odcinków. 
W styczniu 2015 roku, Fazekas i Butters poinformowały o możliwości drugiego sezonu, niekoniecznie ograniczonego tylko do ośmiu odcinków. W marcu 2015 roku, Butters wyjawiła, że ewentualne kolejne sezony raczej będą dotyczyły podobnego okresu, przed powstaniem T.A.R.C.Z.Y. tak, aby uniknąć konkurowania z serialem Agenci T.A.R.C.Z.Y..
7 maja 2015 roku, stacja ABC ogłosiła zamówienie drugiego sezonu serialu. Kilka dni później potwierdzono, że premiera odbędzie się w przerwie trzeciego sezonu Agenci T.A.R.C.Z.Y., oraz że drugi sezon serialu będzie się składał z 10 odcinków.
12 maja 2016 roku poinformowano, że stacja anulowała kontynuację serialu.

### Casting

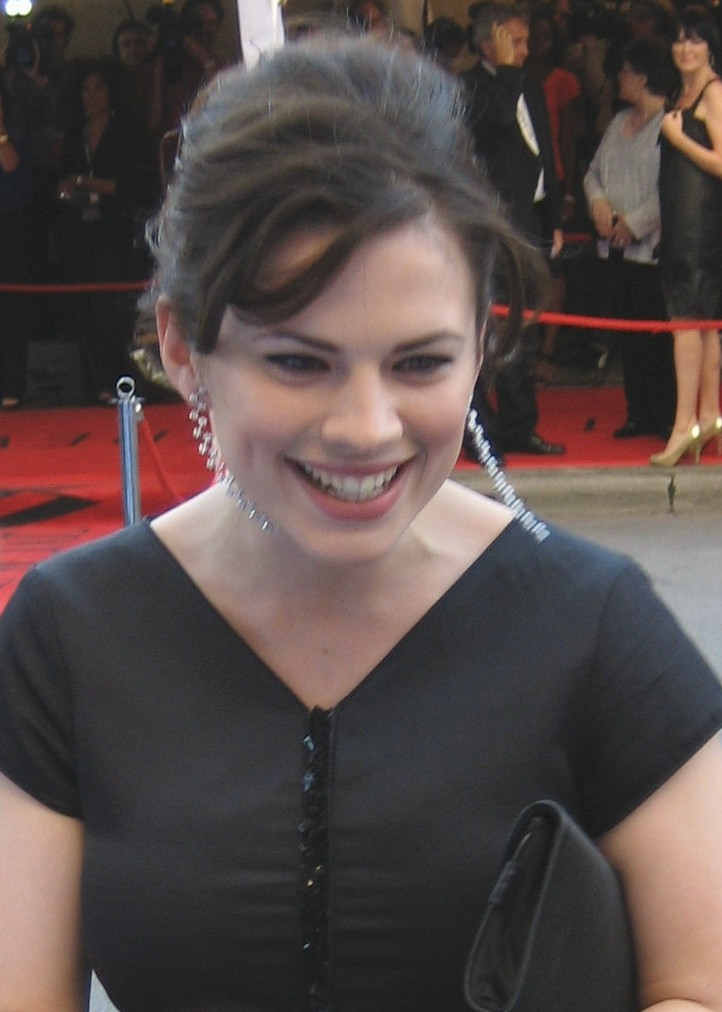
Hayley Atwell jako Peggy Carter.

W maju 2015 roku potwierdzono, że Hayley Atwell jako Peggy Carter powtórzy rolę z filmów. W czerwcu 2014 roku potwierdzono, że Dominic Cooper ponownie wcieli się w rolę Howarda Starka. W sierpniu 2014 roku Chad Michael Murray i Envera Gjokaj zostali obsadzeniu w rolach agentów S.S.R.: Jacka Thompsona i Daniela Sousa. We wrześniu 2014 roku James D’Arcy został zaangażowany do roli Edwina Jarvisa, a Shea Whigham w roli szefa S.S.R. – Rogera Dooleya.
W maju 2015 roku poinformowano, że Hayley Atwell powtórzy rolę Peggy Carter w drugim sezonie. Pod koniec czerwca 2015 roku, poinformowano, że James D’Arcy ponownie wcieli się w rolę Edwina Jarvisa, a Enver Gjokaj rolę Daniela Sousy. W lipcu 2015 roku potwierdzono powrót Dominica Coopera w roli Howarda Starka oraz Chada Michaela Murraya jako Jacka Thomsona.

## Promocja
Hayley Atwell jako Peggy Carter wystąpiła gościnnie w retrospekcjach w kilku odcinkach drugiego sezonu serialu Agenci T.A.R.C.Z.Y.. Pierwszy zwiastun do serialu został wyemitowany 28 października 2014 roku, jego mottem było „Sometimes the best man for the job ... is a woman.”.

## Odbiór

### Oglądalność
Premierę sezonu w Stanach Zjednoczonych oglądało 6,91 miliona widzów, natomiast finał 4,02 miliona. Średnia oglądalność sezonu wliczając widzów DVR wyniosła 7,61 miliona widzów.

### Oceny krytyków
W serwisie Rotten Tomatoes krytycy przyznali wynik 97% ze średnią ocen 7,9/10. Na portalu Metacritic pierwszy sezon otrzymał od krytyków 73 punkty na 100.